# Max Gründl
Max Gründl (* 14. Oktober 1896 in Ingolstadt; † 5. Dezember 1976 ebenda) war ein deutscher Kommunalpolitiker.

## Werdegang
Der Kommunist Gründl wurde nach Eroberung der Stadt durch die Streitkräfte der Vereinigten Staaten am 1. Mai 1945 kommissarisch als Oberbürgermeister von Ingolstadt eingesetzt. Noch im selben Jahr wurde er abgesetzt.